# Milena Penovich
Milena Penovich (Trieste, 11 luglio 1915 – ...) è stata un'attrice italiana.

## Biografia
Figlia di un ammiraglio austriaco, a vent'anni si trasferisce a Roma e frequenta gli ambienti del cinema, dove conosce il regista Piero Ballerini, che diventerà suo marito e la dirigerà in alcuni film girati nella capitale.
Nel 1938 viene scelta dalla produzione per la parte di Frida, protagonista nella pellicola Equatore. Seguiranno altri film, dopo i quali con il marito sceglierà di trasferirsi al nord, nella Repubblica Sociale Italiana, per lavorare al Cinevillaggio alla Giudecca di Venezia. Questo fatto, insieme al suo impegno politico, le costerà a fine guerra l'emarginazione, per cui abbandonerà il cinema.

## Filmografia
- Equatore, regia di Gino Valori (1939)
- I grandi magazzini, regia di Mario Camerini (1939)
- È sbarcato un marinaio, regia di Piero Ballerini (1940)
- L'ultimo combattimento, regia di Piero Ballerini (1941)
- La fanciulla dell'altra riva, regia di Piero Ballerini (1942)
- Fatto di cronaca, regia di Piero Ballerini (1944)
- L'angelo del miracolo, regia di Piero Ballerini (1945)